# Piscine publique en France

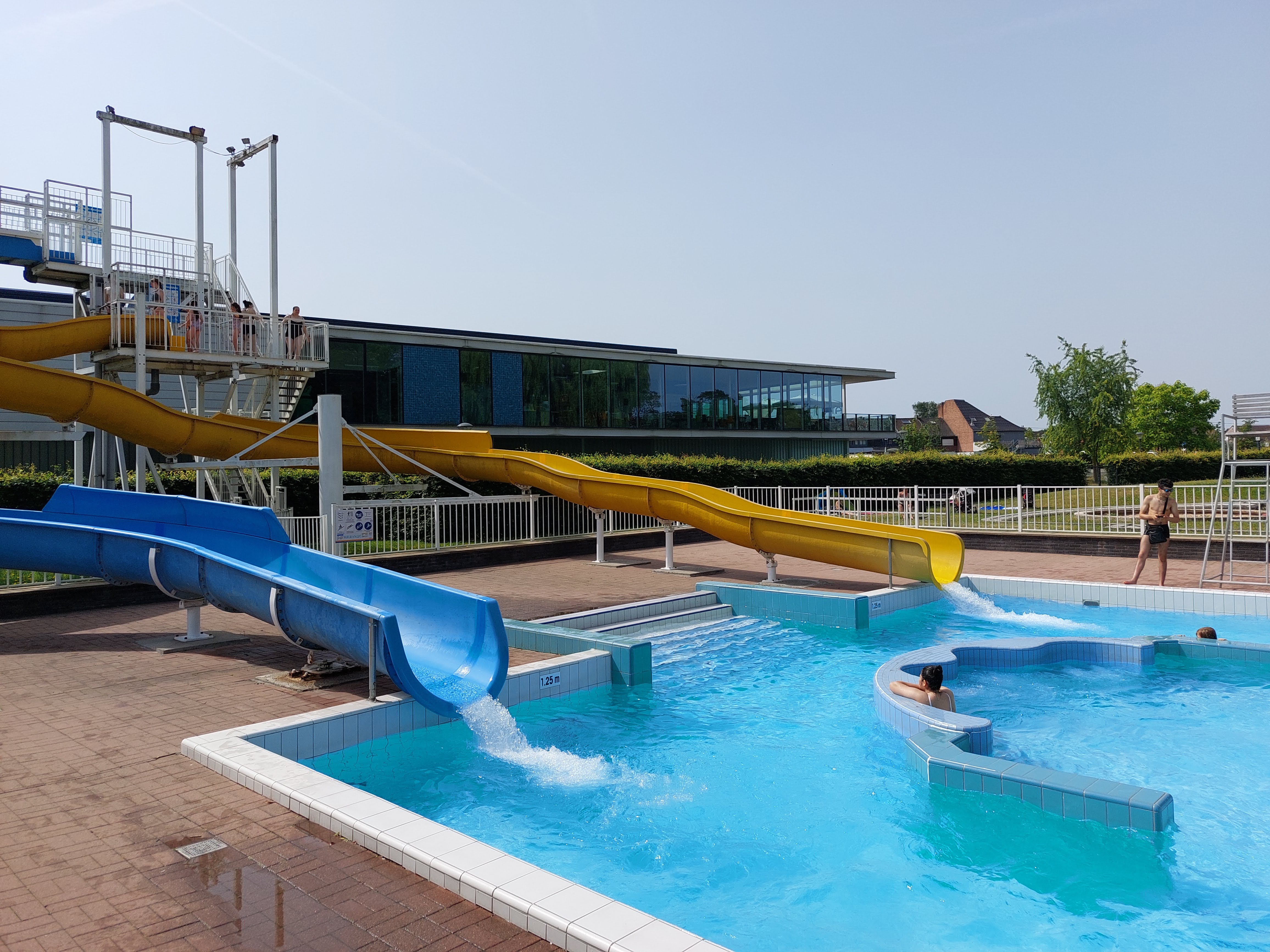
Une piscine publique

Une piscine publique est un bassin artificiel de baignade ouvert à tous, gratuitement ou contre un droit d'entrée, permettant la pratique de la natation et des sports aquatiques.
La France compte 4 135 piscines (y compris outre-mer), réparties dans 3 030 communes, avec une surface moyenne de 250,60 m² et environ 260m² pour 10 000 habitants[réf. nécessaire]. La France se place en tête devant ses voisins européens mais la situation locale montre de nombreuses disparités. De plus, la France compte également 2 208 bassins publics, ce qui porte le total à 6 343 espaces de baignade.

## Histoire des piscines collectives
Avant les années 1960, la France accuse un important retard en termes d'équipement par rapport à ses voisins européens, avec moins de 400 bassins en France, et loin derrière l'Allemagne (1 400 bassins) et l'Angleterre (800 bassins). Conscient du problème, le secrétariat d'État à la Jeunesse et aux Sports lance en 1969 le programme « 1 000 piscines ».

## Enjeux publics

### Apprentissage de la nage
L'apprentissage de la nage est un enjeu primordial pour la société. Chaque année, près de 1500 noyades sont répertoriées et bien que les chiffres soient en baisse depuis de nombreuses années (1649 en 2018 contre 1480 en 2021). Ces chiffres sont à mettre en perspectives pour deux raisons : d'une part, le nombre de pratiquants a été réduits à cause des Confinements liés à la pandémie de Covid-19, qui a pu avoir un impact positif sur le nombre de noyades, et d'autre part, la reprise de l'activité sportive à la suite de périodes de baisse ou d'absence d'activité qui a pu provoquer une augmentation des accidents (mauvaise appréciation de son état physique).
Les piscines publiques sont le principal lieu d'apprentissage de la nage durant l'enfance. Plus de 4 000 000 de scolaires pratiquent la natation dans le cadre de l'école, soit près de 160 000 classes élémentaires. En 2008, plus de deux tiers des classes élémentaires ont un accès satisfaisant à des infrastructures mais près de 10 % des classes ne peuvent pas pratiquer suffisamment la natation, notamment à cause d'infrastructures insuffisantes (pas assez de créneaux) ou de temps de trajet trop important.

### Sport et santé
La natation est l'une des trois premières activités physique pratiquées par les Français. La fédération Française de Natation liste les bienfaits de la pratique sportive sur le corps humain : renforcement musculaire, amélioration des capacités cardio vasculaire, amélioration de la mobilité articulaire, ...
La nage est aussi conseillée dans la rééducation après des accidents ayant entrainé des pertes de capacité moteur.

### Piscine et société
Les piscines publiques permettent le développement de la confiance et de l'estime de soi[source insuffisante].
Les piscines participent à l'entretien du lien social et la rencontre entre les générations[source insuffisante].
Allen Guttmann, historien du sport, a étudié la pratique de la natation dans les piscines publiques et notamment la ritualisation de l'utilisation des lignes de nages et les règles qui figurent d'un "ordre social" : lignes réservées à un certain type de nage, ordre de passage, autorégulation des nageurs. D'autres auteurs tels que Benoit Hachet ont étudié la natation en piscine publique en la qualifiant d'outil de "fabrication de la citoyenneté en actes et du vivre ensemble".

## Parc des piscines publiques en France

### Typologie des piscines publiques
Les piscines publiques abritent en général 1,5 bassin en France métropolitaine, légèrement moins dans les DOM et TOM (hors Réunion avec 1,6 bassin). Les piscines publiques ont généralement un bassin principal rectangulaire dit de natation et parfois un ou plusieurs bassins destinés aux enfants (bassins de faible profondeur) ou à des activités spécifiques (bassin de réception de toboggans, spas, …).

#### Piscine olympique
Les piscines olympiques sont des bassins de natation normés d'une longueur de 50 mètres et d'une largeur de 21 mètres minimum permettant d'accueillir 8 couloirs de nage.

#### Piscine semi olympique
Les piscines semi olympique sont des bassins de 25 mètres.
Les piscines tournesol sont un type de piscines semi olympiques spécifiques de par leur couverture en demi sphère capable de s'ouvrir. Elles font partie d'un large programme de développement dans les années 70 à 80, ayant pour résultat la construction de 177 piscines publiques couvertes.

#### Autre types de bassins publiques
Sur les 6 343 bassins publics, 730 bassins (soit 17,6 %) du parc sont des espaces aqualudiques qualifiés de "sport et loisir", soit à cause leur forme non rectangulaire, soit parce qu'ils proposent des activités annexes (sport aquatiques, toboggans, escalade, canyoning, ...). Vesubia Mountain Park, dans les Alpes-Maritimes, est un exemple de bassin publique spécialisé dans les activités de canyoning.

### Maillage territorial
En 2017, la France comptait 4135 piscines publiques et 2 208 bassins publics.

#### Répartition des piscines en France métropolitaine
Près de 53 % des Français habitent à moins de 5 minutes d'une piscine publique et en moyenne, en métropole, il faut 15 minutes pour rejoindre une piscine publique.
Les espaces périurbains sont moins bien lotis (22 % de la population pour 14 % des bassins). La situation est encore plus difficile dans les villes disposant d'un quartier prioritaire de la politique de la ville, avec en moyenne -40 % de surface de nage par habitant.
Certaines communes sont pointées du doigt, telles que Marseille dont le nombre de bassins ne cesse de diminuer depuis 2008 (-36 % de surface de natation) alors que la population a augmenté de 1,5 % entre 2008 et 2016. La ville a lancé un grand plan en 2008 prévoyant la construction de 8 bassins et la rénovation de 8 piscines publiques avec un budget de 200 M€ avant 2016. À la date échéance, 8 bassins avaient fermé, aucun n'a été construit, et moins de 8 M€ de dépenses d'investissement ont été consommés.

### État du parc
La moitié des piscines publiques ont été construites avant 1977, mais de nombreuses infrastructures ont été rénovées depuis.
| Mise en service | Nombre de bassins | Part du parc en % |
| --------------- | ----------------- | ----------------- |
| Avant 1945      | 113               | 1,8               |
| 1945 - 1964     | 450               | 7,2               |
| 1965 - 1974     | 1785              | 28,4              |
| 1975 - 1984     | 1126              | 17,9              |
| 1985 - 1994     | 982               | 15,6              |
| 1995 - 2004     | 1122              | 17,9              |
| Après 2005      | 697               | 11,1              |

## Critiques

### Des gouffres financiers
La Cour des comptes dans son rapport de 2018 épingle la mauvaise gestion des piscines publiques, généralement des gouffres financiers pour les communes. L'Observatoire des finances et de la gestion publique locales a analysé la gestion de 454 piscines publiques et en a déduit un coût de fonctionnement variant de 838€ /m²/an pour les piscines gérées par des communes et de 1263€/m²/an pour les piscines gérées par des intercommunalités. La différence de budget de gestion s'explique par le fait que les intercommunalités gèrent généralement des bassins plus grands et mieux équipés. Par ailleurs, les recettes des entrées payantes génèrent en moyenne 235€/m²/an soit en moyenne 22% du coût de fonctionnement. Ces chiffres sont variables d'une piscine à l'autre en fonction de ses horaires et de sa saison d'ouverture, du fait que les installations soient couvertes ou non. En tout état de cause, aucune des piscines publiques étudiées ne dégage de bénéfice.

### Un parc vétuste et inadapté
Les attentes de la population ont évolué. Les habitants sont à la recherche d'activités autre que la simple natation, telles que les activités de détente (hammam, spa) et de loisirs (vélo aquatique, toboggans, piscine à vagues, ...) ainsi que d'espace de restauration. Les communes ont encore du mal à adapter l'offre et la concurrence des parcs aquatiques privés ouverts en période estival influe sur les recettes.

### Accès aux PMR
L'accès aux piscines publiques pour les personnes à mobilité réduite est limité. Si 2/3 des piscines publiques sont théoriquement accessibles aux personnes handicapées, en réalité seulement 25 % des installations permettent la baignade des personnes handicapées moteur et moins de 3 % aux personnes avec handicap sensoriel.